# Die Jahresuhr (Lied)
Die Jahresuhr ist ein Kinderlied des deutschen Musikers Rolf Zuckowski aus dem Jahr 1992. 

## Hintergrund
Die Musik und der Text wurden von Rolf Zuckowski geschrieben beziehungsweise komponiert. Zuckowski zeichnete darüber hinaus auch für die Produktion verantwortlich. Die Erstveröffentlichung von Die Jahresuhr erfolgte im Jahr 1992 auf dem gleichnamigen Album.
Inhaltlich geht es in Die Jahresuhr um das Jahr und seine Monate. So heißt es im Liedtext, dass von Januar bis April die Jahresuhr niemals stillstehe, die Monate Mai bis August in uns allen die Lebenslust erwecken würde sowie nach September, Oktober, November und Dezember das Ganze wieder von vorne anfängt.

## Coverversionen (Auswahl)
- 2000: Die Schlümpfe – Die Schlumpfenuhr (Album: Eiskalt erwischt! – Vol. 12)[3]
- 2013: Charlie Glass – Die Jahresuhr (Album: Charlie Glass' Kinder Lieder – Die schönsten Spiel- und Beruhigungslieder)[4]